# Lymantriades xanthosticta
Lymantriades xanthosticta är en fjärilsart som beskrevs av George Francis Hampson 1905. Lymantriades xanthosticta ingår i släktet Lymantriades och familjen tofsspinnare. Inga underarter finns listade i Catalogue of Life.